# Vickers F.B.19
O Vickers F.B.19 foi um avião de caça/"batedor" ("scout" em inglês) britânico monoplano da Primeira Guerra Mundial, desenvolvido a partir do protótipo "Barnwell Bullet", e às vezes conhecido como Vickers Bullet. Serviu com o "Royal Flying Corps" e o Serviço Aéreo da Rússia Imperial, que posteriormente levou a Força Aérea Soviética a adotá-lo durante a Guerra Civil Russa.

## Projeto e desenvolvimento

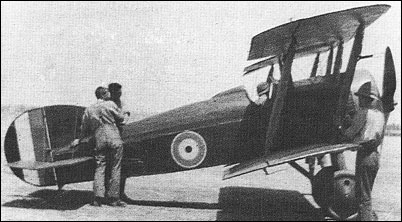
Um exemplar do Vickers F.B.19.

GH Challenger projetou o F.B.19, que voou pela primeira vez em agosto de 1916. Era um biplano monomotor, monoposto, com asas de igual envergadura, ligeiramente menor que o Sopwith Camel ou o Nieuport 17, com uma carenagem do motor proporcionalmente grande e fuselagem alta, o que lhe dava uma aparência relativamente atarracada. Estava armado com uma metralhadora Vickers de .303" (7,7 mm) sincronizada, montada de forma incomum no lado esquerdo da fuselagem, para facilitar a instalação da engrenagem sincronizadora "Vickers-Challenger", também um projeto de Challenger.
O motor Gnome Monosoupape de 100 hp dava uma velocidade relativamente baixa, e a posição relativamente baixa do cockpit, colocada atrás de um amplo motor giratório e entre asas não escalonadas, limitava severamente a visibilidade do piloto. A visão mais clara às vezes era dita para cima, através de uma seção transparente na asa superior. Modificações foram introduzidas, incluindo um motor Le Rhône ou Clerget de 110 hp (82 kW) mais potente e asas escalonadas, culminando no projeto "Mk II".
O relativo sucesso do avião na Frente Oriental parece ter sido em parte devido ao fato de ter recebido um motor mais potente na Rússia.

## Histórico operacional
Cerca de sessenta e cinco F.B.19 foram construídos. Os seis primeiros exemplos de produção foram enviados para a França no final de 1916 para avaliação operacional, onde a RAF os considerou inadequados para as condições de combate em evolução. Doze "Mk II" foram para o Oriente Médio, cinco para a Palestina e sete para a Macedônia; nenhum esquadrão estava totalmente equipado com o tipo. Eles não eram populares. Alguns "Mk II" serviram como treinadores e para defesa aérea sobre Londres, mas o tipo foi efetivamente aposentado antes do final de 1917.
O F.B.19 encontrou mais popularidade na Rússia, onde era conhecido como "Vikkers Bullit". Um único exemplar foi inicialmente enviado para avaliação em 1916. Pilotos líderes, incluindo o ás Yevgraf Kruten, consideraram-no favoravelmente. Fontes russas indicam que ele foi equipado com um motor Clerget de 130 cv mais potente que forneceu uma velocidade máxima de cerca de 200 km/h, tornando o "Bullit" mais rápido que o SPAD S.VII e o Sikorsky S-20. Os russos adquiriram cerca de vinte ou trinta aviões e enviaram pelo menos quatro para as unidades da linha de frente, incluindo uma com a qual o ás Grigoriy Suk reivindicou duas de suas vitórias. Vários aviões desarmados serviram como treinadores.
Após a Revolução de Outubro, vários "Bullits" chegaram às mãos dos bolcheviques. Diz-se que uma força de seis F.B.19 foi empregada em 1918 contra o Exército Popular antibolchevique, e o tipo permaneceu em serviço até 1924.
Todos os exemplares dos F.B.19 ativos no serviço russo parecem ter sido "Mk I", avião com asas não escalonadas. Diz-se que vários exemplares adicionais permaneceram em caixotes nas docas de Arkhangelsk até que a Marinha Real Britânica os destruiu durante a evacuação da força expedicionária aliada em 1919.

## Variantes
FB19 Mk I
Biplano caça-batedor monoposto, movido por um motor giratório Gnome Monosoupape de 100 hp (74,6 kW) ou um Le Rhône 9J de 110 hp (82,0 kW).
FB19 Mk II
Biplano caça-batedor monoposto, movido por um motor giratório Clerget 9Z de 110 hp (82,0 kW) ou um Le Rhône 9J de 110 hp (82,0 kW).

## Operadores
Império Russo
- Serviço Aéreo da Rússia Imperial

 Rússia Soviética
- Força Aérea Soviética

 República Popular da Ucrânia
- Força Aérea da República Popular da Ucrânia

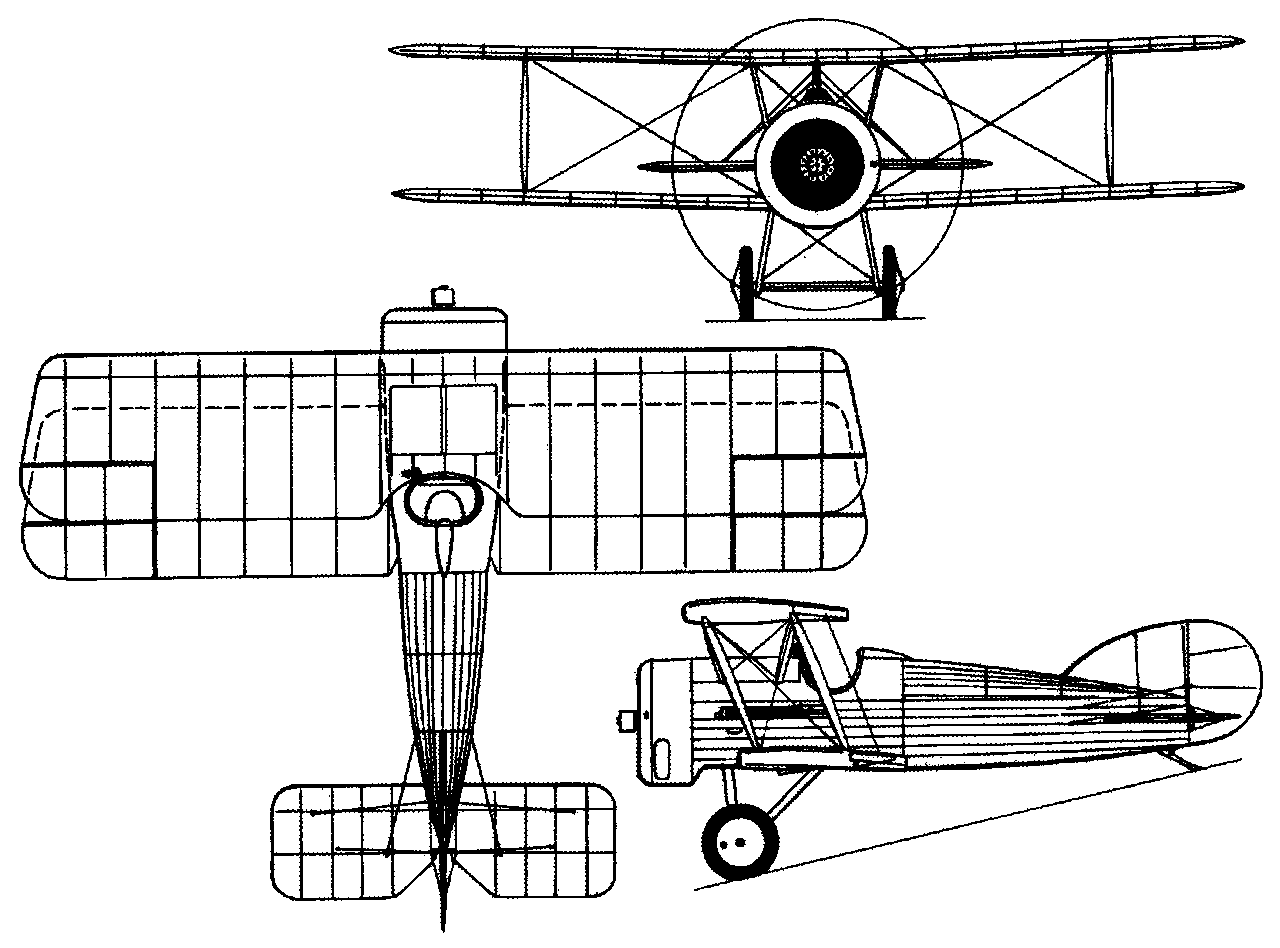
Ilustração em 3 vistas do Vickers F.B.19.

 Reino Unido
- Royal Flying Corps
  - Esquadrão N.º 14 do RFC
  - Esquadrão N.º 17 do RFC
  - Esquadrão N.º 30 do RFC
  - Esquadrão N.º 47 do RFC
  - Esquadrão N.º 111 do RFC
  - Esquadrão N.º 141 do RFC

## Especificações (F.B.19)
Dados de: British Aeroplanes 1914–18
Descrições gerais
- Tripulação: 1 piloto
- Comprimento: 5,54 m (18 ft)
- Envergadura: 7,32 m (24 ft)
- Altura: 2,51 m (8,2 ft)
- Área alar: 20 m² (215 ft²)
- Peso vazio: 408 kg (899 lb)
- Peso bruto (carregado): 674 kg (1 490 lb)

Motorização
- Número de motores: 1x
- Tipo do motor: Gnome Monosoupape giratório, de 9 cilindros refrigerado a ar
- Potência por motor: 100 hp (74,6 kW)
- Descrição do propulsor/hélice: Hélice de madeira de passo fixo de 2 pás

Performance
- Velocidade máxima: 164 km/h (102 mph)
- Autonomia: 2:45 hs
- Razão de subida: 3.6 m/s
- Tecto de serviço: 5 300 m (17 400 ft)

Armamentos
- Metralhadoras/canhões: 1 metralhadora Vickers frontal de .303" (7,7 mm)